# 前距腓靱帯
前距腓靭帯（ぜんきょひじんたい, 英語: anterior talofibular ligament）は、腓骨と距骨を連結する靭帯である。
腓骨の外顆から起こり、距骨頭の外側面に至る。足の過度の前方への移動を制限する。
足関節で最も損傷しやすい靭帯の一つである。